# Turmhügel Weichselgarten
Der Turmhügel Weichselgarten ist eine abgegangene mittelalterliche Turmhügelburg (Motte) etwa 200 Meter nordnordwestlich der Kirche St. Maria und Wendel in Illesheim im Landkreis Neustadt an der Aisch-Bad Windsheim in Bayern.
Von der ehemaligen Mottenanlage ist nichts erhalten.